# 容积率
容积率（英語：floor area ratio, plot ratio），香港称地积比率，是指总建筑面积与建筑用地面积的比值，指的是在既有土地面積上，建筑的總樓層面積可以達到多少。例如，在1万平方米的土地上，有3000平方米的建筑总面积，其容积率为0.3或30%。由于現代都市存在高层建筑，所以容积率数值可以大于1。
容積率＝總樓層面積 ÷ 基地面積

## 容積管制
容积率是城市规划中的一个重要技术指标，它间接反映了单位土地上所承载的各种人为功能的使用量，即土地的开发强度。人口众多的地区往往建筑容积率较高。容积率越高表示土地的利用率也就越高，但是对周边的城市基础设施的压力也越大，因此不可能无限制的提高容积率，所以世界大部分地区对于城市的建筑容积率均有管制。

## 獎勵容積
世界很多国家都有容积率奖励制度。若开发者能在其开发土地中为公众提供便利而让出部分利益，例如将底层架空作为公共活动空间，政府规划部门就会提高該土地的容積率上限，幅度根据法规、城市总体规划和项目具体情况而定。这也是政府和民间的良性互动。
然而由於權責規劃不清，容積經常有應供公眾使用的部分被不肖建商當作社區排他使用作為話術而誤導買屋方，例如新北市林口區的竹城松賀社區就曾因此被檢舉。
台灣都市更新容積獎勵項目大致可分為兩大類，中央都市更新容積獎勵項目和台北市都市更新容積獎勵項。

## 容積移轉
為了換取土地利用的最大價值，世界上部分地區允許容積率在土地間移轉，稱為容積移轉。容積移轉主要可分為兩種情形：
1. 一是原屬一宗土地之可建築容積，一部份或全部移轉至另一宗可建築土地建築使用；
2. 二是受限制發展地區（如古蹟）的容積一部或全部移轉至另一宗可建築土地建築使用。

目前台灣都市地區已經實施容積移轉制度，但數筆土地之間的容積移轉須在同一計畫區內方可為之。香港也實施相似制度，以保護具有特別價值的地點及建築物。